# Stanley Huang
Stanley Huang, (黃立行?, Huáng LìxíngLR) (Taipei, 21 settembre 1974), è un cantante e attore taiwanese.

## Carriera
Cresciuto in California, Stanley Huang debutta nella boy band L.A. Boyz insieme al fratello maggiore, Jeff ed al cugino Steven Lin.
Dopo che il gruppo si sciolse, Huang iniziò la propria carriera da solista, debuttado nel 2000 con l'album Your Side, a cui ne seguiranno altre cinque sino al 2004. I più importanti sono senz'altro Circus Monkey (2001) e Shades of My Mind (2004). Quest'ultimo ha ottenuto numerose nomination al sedicesimo Golden Melody Award, la versione di Taiwan dei Grammy Award. Alla fine Huang ha vinto il riconoscimento come miglior artista maschile mandopop. Nel corso della sua carriera, Huang ha collaborato con numerosi artisti come Elva Hsiao, Rene Liu e Jolin Tsai. Inoltre Huang è anche l'autore ed il produttore dei brani dei Machi il gruppo hip hop di suo fratello.
Oltre alla musica, Huang ha partecipato come attore al provocatorio film Twenty Something Taipei (台北晚9朝5電影原聲大碟), relativo alla scena dei club di Taiwan. Nel 1995 Stanley Huang aveva partecipato, insieme ai L.A. Boyz ad un video intitolato Modern Republic. Huang ha inoltre pubblicato un libro, Between Stanley, che racconta il suo essere "in bilico" fra due mondi, Los Angeles e Taipei.

## Discografia
- By Your Side (2000)
- Circus Monkey (2001)
- Stan Up (2002)
- Stan Up/Make Free 2003 (2003)
- Shades of my Mind (2004)
- Atheist Like Me (2007)
- We all lay down in the end (2008)

## Filmografia
- Modern Republic (1995)
- Twenty Something Taipei (2002)
- The Missing.. (2016)